# Capitale Santa Ana
Pour les articles homonymes, voir Santa Ana.
Capitale Santa Ana est l'une des deux divisions territoriales et statistiques de la municipalité de Santa Ana dans l'État d'Anzoátegui au Venezuela. À des fins statistiques, l'Institut national de la statistique du Venezuela a créé le terme de « parroquia capital », ici traduit par le terme « capitale » qui correspond au territoire où se trouve le chef-lieu de la municipalité afin de couvrir ce vide spatial, qui, selon la loi sur la division politique territoriale publiée dans le Journal officiel de l'État « n'attribue pas de hiérarchie politique territoriale, ni de description de ses limites respectives ». Ce territoire s'articule autour de Santa Ana, chef-lieu de la municipalité.

## Géographie

### Démographie
Hormis Santa Ana, ville autour de laquelle s'articule la division territoriale et statistique, cette dernière possède plusieurs localités dont :
- Lechozal
- Los Cerritos
- San Roque
- Santa Ana